# Dick Groat
Richard Morrow Groat, detto Dick (Wilkinsburg, 4 novembre 1930 – Pittsburgh, 27 aprile 2023), è stato un giocatore di baseball e cestista statunitense, professionista nella MLB e nella NBA.

## Carriera

### Pallacanestro
Venne selezionato dai Fort Wayne Pistons al primo giro del Draft NBA 1952 (3ª scelta assoluta).

## Palmarès
Baseball

### Club
- World Series: 2

Pittsburgh Pirates: 1960
St. Louis Cardinals: 1964

### Individuale
- MVP della National League: 1

1960
- MLB All-Star: 8

1959–1960², 1962–1964
- Miglior battitore della National League: 1

1960
Pallacanestro
- NCAA AP All-America First Team (1952)
- NCAA AP All-America Second Team (1951)